# Petruskirche (Schwerin)

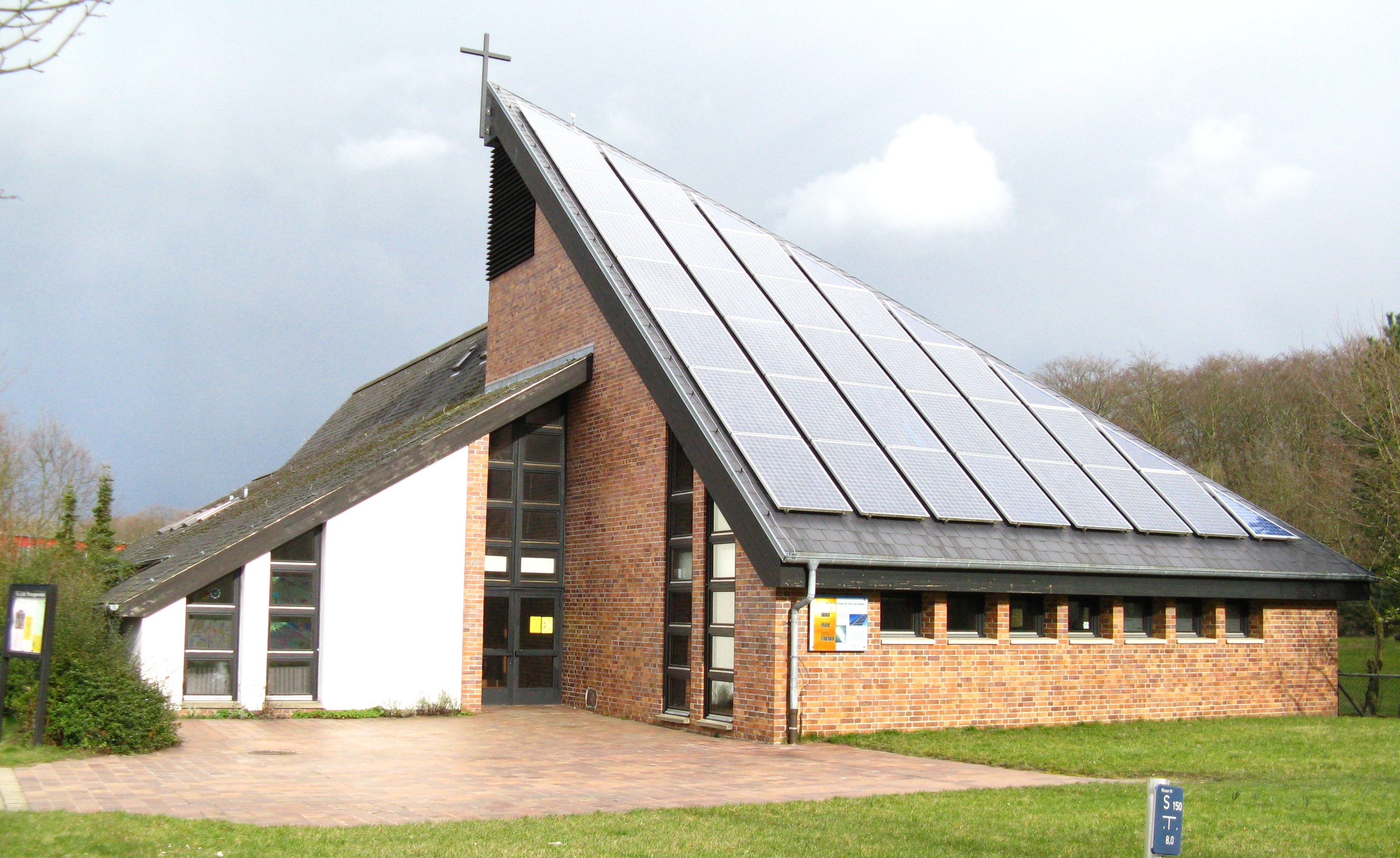
Petruskirche Großer Dreesch (2008)

Die Petruskirche im Stadtteil Großer Dreesch von Schwerin ist die Kirche der Evangelisch-Lutherischen Petrusgemeinde Schwerin. Das Kirchengebäude ist ein Zweckbau für Gottesdienste und Gemeindearbeit, es wurde mithilfe eines Kirchenbauprogramms in der DDR erbaut, 1985 eingeweiht und steht in der Ziolkowskistraße 17. Die Kirchgemeinde gehört zur Evangelisch-Lutherischen Kirche in Norddeutschland. 

## Geschichte
Das Plattenbaugebiet Großer Dreesch war mit etwa 62.000 Einwohnern im Jahr 1989 der größte Stadtteil Schwerins. Bereits im Jahr 1974 hatte die Frühjahrssynode der Mecklenburgischen Lutherischen Landeskirche beschlossen, im Neubaugebiet Schwerin-Großer Dreesch eine neue Kirchengemeinde zu gründen.

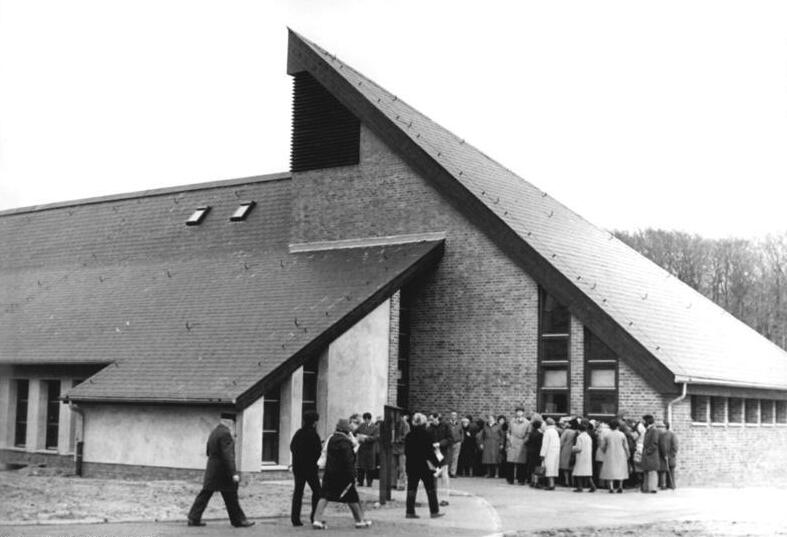
ADN-Foto mit Bildunterschrift „7.12.1985 Schwerin: Kirchenweihe - Das evangelische Gemeindezentrum "Sankt Petrus" wurde im Schweriner Neubaugebiet Großer Dreesch mit einem Gottesdienst eingeweiht.“

Bischof Heinrich Rathke beauftragte mit dieser Aufgabe den damaligen Jugendpastor Matthias Burkhardt, der daraufhin mithilfe des kirchlichen Melderegisters neu zugezogene evangelische Christen kontaktierte und besuchte. So wuchs die Petrusgemeinde auf rund 6.000 Mitglieder im Jahr 1989.
In den Anfangsjahren hatte die Kirchengemeinde Gastrecht in der Schlosskirche Schwerin. Der Beschluss zum Bau der Kirche im Neubaugebiet Dreesch war im Frühjahr 1974 von der Synode der Evangelischen Landeskirche Mecklenburgs gefasst worden. Aufgrund des Kirchen-Sonderbauprogramms der DDR-Regierung, wo sie gegen D-Mark (= Devisen) den Bau von Kirchen in Neubaugebieten zuließ, konnte ab 1978 mit der Planung des Gemeindezentrums begonnen werden. Konkrete Entwürfe gab es 1979, der 1. Spatenstich für den Bau war im Januar 1983.
Architekt war Gottreich Albrecht. Den Großteil der Projektierung übernahmen Mitglieder der Kirchgemeinde, die beruflich Diplom-Ingenieure waren. So konnte der auf diese Weise eingesparte D-Mark-Anteil für höherwertige Ausstattung und bessere Materialien verwendet werden.
Wegen des vorgezogenen Baus der katholischen Andreaskirche im Mueßer Holz, die 1983 vollendet und geweiht wurde, verzögerte sich die Grundsteinlegung bis Herbst 1983. Das Richtfest war im Jahr 1984, die Einweihung wurde feierlich am 7. Dezember 1985 begangen.
Im Jahr 2002 wurde das Kreuz an der Dachspitze angebracht sowie eine Fotovoltaik- und Solarthermie-Anlage installiert.
Im Jahr 2007 zählte die Gemeinde rund 2.700 Mitglieder.
Im Dezember 2023 hatte die Kirche eine sechsköpfige afghanische Familie in einem ihrer Gebäude im Kirchenasyl untergebracht. Auf Weisung der Ausländerbehörde Kiel verschafften sich Polizisten am 20. Dezember Zugang zu den verbarrikadierten Räumlichkeiten um die zwei Erwachsene Söhne nach Spanien abzuschieben, wo sie Europäische Union zuerst betreten hatten. Es kam zu einer Auseinandersetzung zwischen Polizei und den Migranten mit bundesweitem Medienecho. Kirchenaktivisten und Vertreter der Grünen kritisierten die Behörden und forderten die Afghanen in Deutschland zu belassen.

## Orgel
1988 baute die Firma Röhm aus Gotha die Orgel mit 12 Registern und 888 Pfeifen ein.

## Kirchgemeinde
Zur Petrusgemeinde gehören evangelische Christen in Schwerins Stadtteilen Großer Dreesch, Neu Zippendorf und Mueßer Holz.